# Гамштедт
Гамштедт (нем. Gamstädt) — община в Германии, в земле Тюрингия.
Входит в состав района Гота. Подчиняется управлению Нессе-Апфельштедт-Гемайнден.  Население составляет 728 человек (на 31 декабря 2008 года). Занимает площадь 11,30 км².